# تخزين المعطيات المؤقت
المخزن المؤقت موضع تخزن فيه المعلومات مؤقتا في حين استخلاصها وتحويلها وتحميلها.  